# Slag om Hel
De Slag om Hel was een veldslag tijdens de Duitse invasie in Polen (Fall Weiss) in de Tweede Wereldoorlog rondom de schiereiland Mierzeja Helska. De slag duurde van 9 september tot 2 oktober 1939 en was daarmee een van de plaatsen waar het Poolse leger het langste stand hield tegen het Duitse leger. Het eiland was sterk gefortificeerd met onder andere geschut tegen schepen en vliegtuigen, en herbergde circa 3000 manschappen van het Poolse leger.

## Overzicht
Vanaf de eerste dag van de Duitse invasie, werd het schiereiland gebombardeerd door Duitse bommenwerpers. Vanaf 9 september werd het schiereiland ook via land aangevallen, nadat het Poolse leger al diverse slagen op land en zee had verloren. De eerste winst voor de Polen was het vernietigen van een torpedobootjager. Intussen werd voor het schiereiland een mijnenveld gelegd door lichte mijnenleggers. Het Duitse leger maakte vorderingen in de Oostzee en de Poolse marine trok zich terug in de haven van Hel. Diverse stukken geschut van deze schepen werden afgebroken om te worden toegevoegd aan de stukken geschut op het land. Op 14 september werden de Poolse troepen afgesneden van de andere Poolse troepen. Vanaf 18 september begonnen de Duitse schepen SMS Schleswig-Holstein en SMS Schlesien het schiereiland te beschieten met granaten, hetgeen weinig schade aanrichtte. De Poolse luchtverdediging schoot tijdens de slag tussen de 46 en 53 vliegtuigen van de Luftwaffe neer, en was daarmee zeer succesvol.
Doordat de Duitsers steeds verder optrokken, besloten de Polen op 25 september om met torpedo's het smalste gedeelte van het schiereiland Mierzeja Helska op te blazen, waardoor dit een eiland werd. De dagen erna liepen de voorraden op het eiland snel terug en de kans op versterkingen was verkeken daar de Duitsers en de Sovjet-Unie inmiddels vrijwel het hele land onder controle hadden. De Duitsers veroverden het eiland op 2 oktober en diezelfde dag gaven de Polen op dit eiland zich over.